# La Chapelle-Bouëxic
La Chapelle-Bouëxic è un comune francese di 1 290 abitanti situato nel dipartimento dell'Ille-et-Vilaine nella regione della Bretagna.

## Società

### Evoluzione demografica
Abitanti censiti